# Croneborg
Croneborg är en ursprungligen småländsk adelsätt som tidigare hette Coriander och Nortman. Ätten adlades den 20 juli 1650 och introducerades på Riddarhuset den 26 oktober samma år.

## Personer med efternamnet Croneborg
- Adolf Croneborg (1900–1983), diplomat
- Betty Croneborg (1799–1866), konstnär
- Fredrik Croneborg (född 1980), triatlet
- Hjalmar Croneborg (1830–1866), bruksägare och riksdagsman
- Mirre Hofsten, född Croneborg (1925–2016), redaktör
- Otto Croneborg (1863–1951), jurist och statstjänsteman
- Rutger Croneborg (1898–1994), sjömilitär
- Wilhelm Croneborg, flera personer
  - Wilhelm Croneborg (politiker) (1826–1909), kammarherre och riksdagsman
  - Wilhelm Croneborg (militär) (1861–1954), överste